# Эмерсон (Арканзас)
Эмерсон (англ. Emerson, Arkansas) — город, расположенный в округе Колумбия (штат Арканзас, США) с населением в 359 человек по статистическим данным переписи 2000 года.

## География
По данным Бюро переписи населения США город Эмерсон имеет общую площадь в 2,59 квадратных километров, водных ресурсов в черте населённого пункта не имеется.
Эмерсон расположен на высоте 98 метров над уровнем моря.

## Демография
По данным переписи населения 2000 года в Эмерсоне проживало 359 человек, 97 семей, насчитывалось 138 домашних хозяйств и 165 жилых домов. Средняя плотность населения составляла около 138 человек на один квадратный километр. Расовый состав Эмерсона по данным переписи распределился следующим образом: 64,07 % белых, 35,10 % — чёрных или афроамериканцев, 0,56 % — представителей смешанных рас, 0,28 % — других народностей. Испаноговорящие составили 1,67 % от всех жителей города.
Из 138 домашних хозяйств в 35,5 % — воспитывали детей в возрасте до 18 лет, 50,7 % представляли собой совместно проживающие супружеские пары, в 15,2 % семей женщины проживали без мужей, 29,7 % не имели семей. 26,8 % от общего числа семей на момент переписи жили самостоятельно, при этом 13,8 % составили одинокие пожилые люди в возрасте 65 лет и старше. Средний размер домашнего хозяйства составил 2,60 человек, а средний размер семьи — 3,16 человек.
Население города по возрастному диапазону по данным переписи 2000 года распределилось следующим образом: 28,7 % — жители младше 18 лет, 7,5 % — между 18 и 24 годами, 28,4 % — от 25 до 44 лет, 17,3 % — от 45 до 64 лет и 18,1 % — в возрасте 65 лет и старше. Средний возраст жителей составил 36 лет. На каждые 100 женщин в Эмерсоне приходилось 92,0 мужчин, при этом на каждые сто женщин 18 лет и старше приходилось 88,2 мужчин также старше 18 лет.
Средний доход на одно домашнее хозяйство в городе составил 32 969 долларов США, а средний доход на одну семью — 40 000 долларов. При этом мужчины имели средний доход в 32 333 доллара США в год против 17 500 долларов среднегодового дохода у женщин. Доход на душу населения в городе составил 14 988 долларов в год. 17,7 % от всего числа семей в округе и 27,2 % от всей численности населения находилось на момент переписи населения за чертой бедности, при этом 46,9 % из них были моложе 18 лет и 16,3 % — в возрасте 65 лет и старше.